# عصف ذهني
العصف الذهني(مرادفات) هو أحد أساليب الإبداع الجماعي حيث تحاول المجموعة إيجاد حل لمشكلة ما بتجميع قائمة من الأفكار والحلول التي يساهم بها أفراد المجموعة عفويًا.
بمعنى آخر، اجتماع مجموعة من الاشخاص من أجل إيجاد فكرة جديدة أو حل لمشكلة ما ولكن بطريقة مختلفة نوعا ما، تقوم هذه الطريقة على مبدأ العفوية والابتعاد عن النقد والمُعيقات، حيث يُسمح للجميع بطرح الأفكار والحلول التي تخطر ببالهم دون الخوف من الانتقاد أو الرفض، ثم تُدون جميع هذه الافكار ومن ثم تُقيم في محاولة للوصول إلى حل.
الذي طور وعَرَفَ العصف الذهني هو أليكس أوزبورن ‏ وذلك في كتابه المنشور عام 1953 والذي يُدعى "التخيّل التطبيقي (بالإنجليزية: Applied Imagination)". في هذا الكتاب لا يقترح اوزبورن طريقة العصف الذهني فقط ولكنه يضع قواعد فعالة لإستضافة جلسات من العصف الذهني.

أصبح العصف الذهني طريقة جماعية مشهورة وأثارت الانتباه الأكاديمي. قامت دراسات متعددة باختبار فرضية أوزبورن والتي تقول بأن العصف الذهني أكثر كفاءة من العمل الفردي لإنتاج الأفكار. استنتج بعض الباحثين أن الفرضية غير صحيحة، بينما كشف آخرون أخطاءً في البحث وحددوا أن النواتج ليست حاسمة. بالإضافة أن البُحاث أضافوا تعديلات وتغييرات مقترحة للعصف الذهني في محاولة لتحسين إنتاجية العصف الذهني. ومع ذلك لايوجد دليل تجريبي ليشير إلى أي تغيير أو تطوير فعال عن الطريقة الأصلية.
مع ذلك يمكن للعصف الذهني أن يكون له فاعلية واستخدام كبير في وجود مجموعة لتقليل العمليات التي تحد من كفاءة تلك المجموعة.

## المردافات
مرادفات لاسم العصف الذهني مرادفات عدة في العربية منها: العصف العقلي أو القدح الذهني أو توقيد الأذهان أو استثارة الذهن أو الاستبداع أو المُفاكرة (بالإنجليزية: Brainstorming)،

## إستخدامات عملية العصف الذهني
- حل المشاكل
- بناء فرق العمل
- الإعلانات التجارية
- التخطيط العملي
- إدارة المشاريع

## المنشأ
منشأ العصف الذهني أوجده أوزبورن في عام 1939 طريقة إبداعية لحل المشكلات. أحبطه عدم قدرة الموظفين على تطوير وإيجاد أفكار خلاقة فردياً للحملات الإعلانية. وكرد فعل، قام باستضافة جلسات تفكير جماعي ووجد تحسناً كبيراً في الجودة والكمية للأفكار التي ينتجها الموظفون، بعد تنظيم وترتيب اكتشافه، نشر اوزبورن كتابه (التخيل التطبيقي) عام 1953 حيث قنن طرقه لحل المشاكل الإبداعية. هذا الكتاب نشر وشَهَرَ مصطلح العصف الذهني واستقبل استقبالًا جيدًا وكبير في هذه الصناعة.

## طريقة أوزبورن

إجراء نشاط العصف الذهني

صرح أوزبورن أن للمساهمة في فكرة فعالة مبدآن، وهما الأول تأجيل الحكم والثاني الوصول لكمية. المبادئ التالية أربعة قوانين عامة للعصف الذهني، مبنية على النية لتقليل الموانع الاجتماعية بين أفراد المجموعة، وتثير توليد الأفكار، وتزيد من الإبداعية الكلية للمجموعة.
1. التركيز على الكم: يعني هذا المبدأ تعزيز الإنتاج المختلف، يهدف لتسهيل حل المشكلة من خلال الكمية الكبيرة تولد جودة. هذه الفرضية هي أن أكبر عدد من الأفكار تتولد وتزيد من الفرص لإنتاج حل قوي وفعال.
2. حجب النقد: في عصف الذهن، يجب حجب النقد، في ذلك الوقت يجب أن يركز المشاركون في التوسيع والإضافة لأفكارهم، وحفظ النقد لوقت لاحق لمرحلة النقد. بتعليق النقد سيقوم الأفراد بتطوير وتوليد أفكارهم اللاإعتيادية.
3. ترحيب الأفكار غير الاعتيادية: وذلك للحصول على قائمة عريضة وطويلة بالأفكار، فالأفكار غير الاعتيادية مرحبٌ بها. يمكن إيجاده بالنظر للأمور والمشكلات من منظورات جديدة وتعليق الافتراضات. هذه الطرق الجديدة للتفكير يمكن لها أن تزودنا بحلول أفضل.
4. خلط وتطوير الأفكار: يمكن خلط الأفكار الجيدة لتكوين فكرة واحدة أفضل، كما هو مقترح بشعار 1+1 يساوي 3. يُعتقد أنها تثير بناء الأفكار بطريقة الاشتراك وعمل مجموعات.[7]

## العصف الذهني الإلكتروني
العصف الذهني الإلكتروني هو إحدى الطرق التي يستطيع من خلالها المديرون في مختلف المؤسسات اتخاذ القرار، فيقومون بالاجتماع في غرفة مغلقة، يوضع أمام كل عضو فيها شاشة حاسوب مرتبطة مع جهاز تحكم مركزي، وتبدأ هذه المرحلة بعد أن تُحدد المشكلة، ويُدرج من خلال العصف الذهني الذي يدري إلكترونياً كل المقترحات التي قد تخطر ببال أي من المجتمعين، دون مناقشة لأي منها، وبعد أن ينتهي الجميع من وضع مقترحاتهم بسرية تامة، تنتهي هذه المرحلة لتبدأ مرحلة تحليل المقترحات وتجميعها واختيار البديل الأنسب بالتصويت وبذلك تجري عملية اتخاذ القرار بأسرع وقت ممكن وباستشارة جميع المختصين.
ما يميز هذه الطريقة هو أنه بإمكان كل الأعضاء أن يقدموا اقتراحاتهم بسرية تامة، ما يمنع الحساسيات بين الموظفين، وما يمكنهم من التصويت دون حرج لأي من تلك المقترحات.